# Hookerella tenuiflora
Hookerella tenuiflora là một loài thực vật có hoa trong họ Loranthaceae. Loài này được (Hook. f.) Tiegh. mô tả khoa học đầu tiên năm 1895.